# 比良賀みん也
比良賀 みん也（ひらが みんや、2月27日 - ）は、日本の漫画家。京都府出身。

## 来歴
漫画歴1年で『移ろう時の中で』が第93回手塚賞準入選を受賞。同作が『週刊少年ジャンプ』（集英社）2017年35号に掲載。
電子版『週刊少年ジャンプ』2020年42号より、『武芸道行 NERU』を短期集中連載。
2021年、同誌にて前作を元にした、武芸アクションを描いた『NERU -武芸道行-』を連載。

## 人物
趣味は一人旅。好きな漫画に水木しげるの作品と柳内大樹の『ギャングキング』を挙げている。

## 作品リスト

### 連載
- 武芸道行 NERU（『週刊少年ジャンプ』電子版2020年42号 - 45号）
- NERU -武芸道行-（『週刊少年ジャンプ』2021年31号[5] - 50号[6]、全3巻）

### 読切
- 移ろう時の中で（『週刊少年ジャンプ』2017年35号[3]）
- 舞台を降りるその時は（原作：末永裕樹、『ジャンプGIGA』2018 WINTER vol.1[7]）
- NO MORE…（『少年ジャンプ+』2018年8月11日[8]）
- 髑髏導師（『週刊少年ジャンプ』2022年11号）
- ナワル（『ジャンプGIGA』2024 WINTER[9]）